# Mer de la Tranquillité
Mare Tranquillitatis
La mer de la Tranquillité, en latin Mare Tranquillitatis, est une mer lunaire située sur la face de la Lune tournée vers la Terre. Il s'agit d'une vaste plaine de basalte (roche volcanique) correspondant à un ancien bassin d'impact formé peu après la naissance du système solaire, il y a 4,5 milliards d'années.

## Histoire
| - Carte de Langrenus, 1645. - Carte d'Hevelius, 1647. |

Dans sa carte Plenilunii Lumina austriaca Philippica publiée en 1645, l'astronome néerlandais Michael Florent van Langren nomme le cratère Mare Belgicum (la « mer de Belgique », ancien nom de la mer du Nord),. Dans cette mer, il baptise à l'est une région Aestuaria Puteani Bamelrodia, en hommage à un ami néerlandais, l'homme de lettres Henri Dupuy (en latin Erycius Puteanus).
Sur sa carte de la Lune de 1647, Hevelius nomme cette mer Pontus Euxinus (le « Pont-Euxin », ancien nom de la mer Noire).
Le nom Mare Tranquillitatis apparaît en 1651 sur la carte Almagestum novum des astronomes italiens Francesco Grimaldi et Giovanni Battista Riccioli.

## Caractéristiques

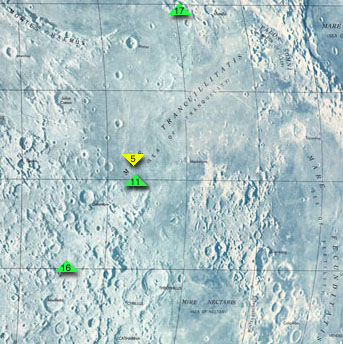
Carte de la mer de la Tranquillité, avec les sites d'alunissage dApollo 11, Apollo 17, Apollo 16 et Surveyor 5.

La mer de la Tranquillité a pour coordonnées 8,5, 31,4
et un diamètre moyen de 873 kilomètres. 

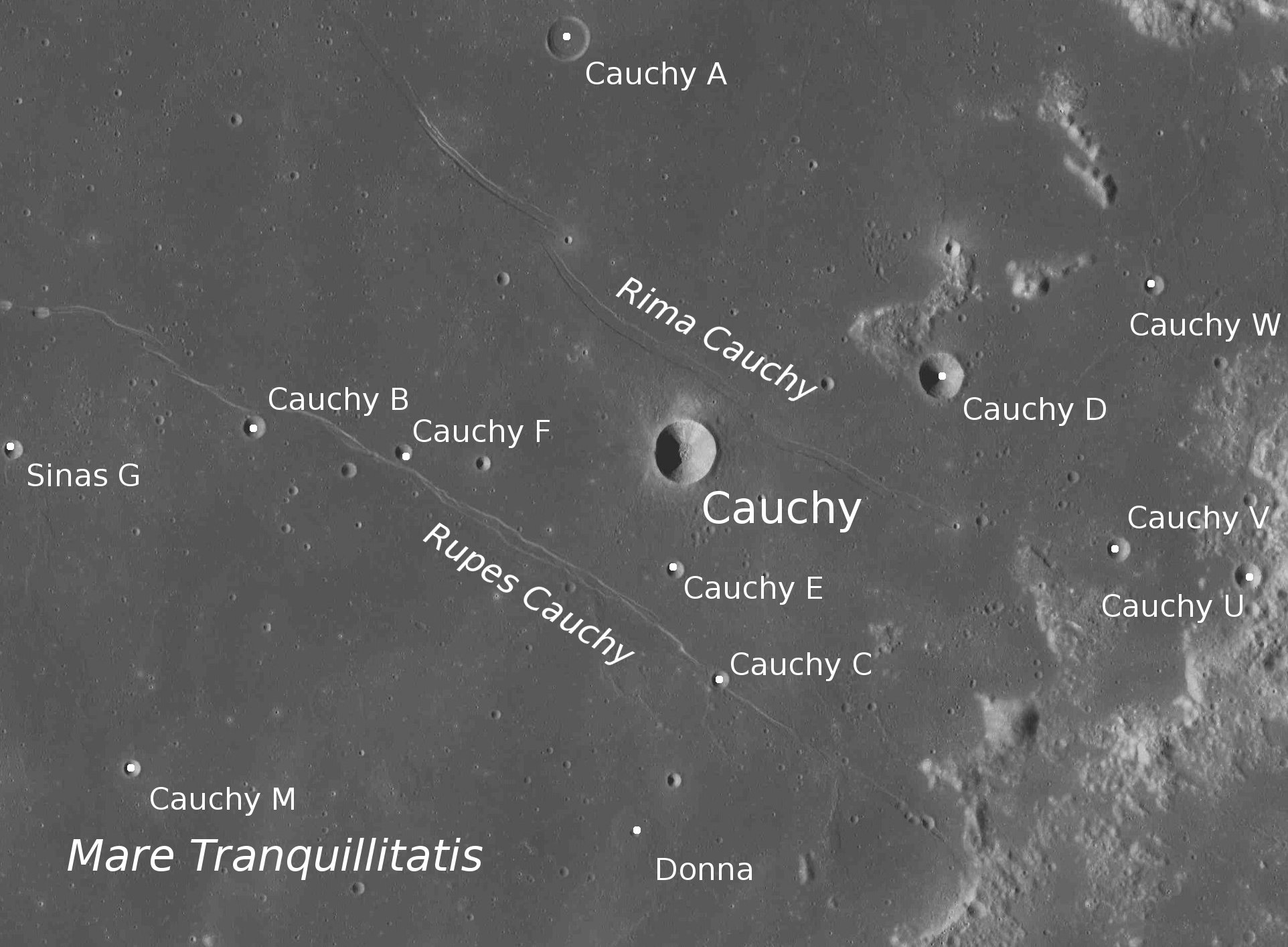
Le cratère Cauchy, situé au nord-est de la mer de la Tranquillité.

Au sud, le golfe de l’Aspérité (improprement appelé golfe des Aspérités) comporte en son milieu le cratère Torricelli avec sa forme caractéristique de poire enclavée dans un ancien cratère complètement érodé. Sur sa partie orientale, s'étend une petite baie le Sinus Concordiae et un marais dénommé Palus Somni.
Tout au bout sur son bord sud, trois cratères forment une triade lunaire : Catherine, Cyrille (cratères nectariens) et Théophile (cratère copernicien).
Enfin, au nord-est apparaît le cratère Cauchy ainsi que le Rupes Cauchy qui délimite cette partie de la rive septentrionale de la Mer de la tranquillité.

## Exploration humaine
En 1965, la sonde spatiale Ranger 8 s'écrase dans la mer de la Tranquillité après avoir transmis 7137 photographies de la Lune.
En septembre 1967, la sonde Surveyor 5 se pose sur la mer de la Tranquillité.
La mer de la Tranquillité est sans doute la mer lunaire la plus célèbre ; c'est en effet sur la base de la Tranquillité que s'est posé le 20 juillet 1969 l'Eagle, le module lunaire de la mission américaine Apollo 11 menée par les astronautes Neil Armstrong, Michael Collins et Edwin « Buzz » Aldrin. Ces derniers ont au nord de cette base trois cratères à leurs noms (cratères secondaires de l'impact de Théophile).
La mission Apollo 17, en 1972, se pose également sur la mer de la Tranquillité.
Des études menées grâce au Lunar Reconnaissance Orbiter ont révélé en 2022 que des parties à l'ombre du Soleil sur la surface de la mer de la Tranquillité pouvaient avoir une température constante de 17°C, ce qui faciliterait l'exploration humaine de la Lune.

## Vues des missions Apollo
Ci-dessous sont présentées trois vues de Mare Tranquillitatis sur la Lune, prises par la caméra de cartographie de la mission Apollo 17 en 1972, face au sud-sud-ouest à partir d’une altitude moyenne de 111 km sur la Révolution 36 de la mission. Ces photos ont été prises à quelques minutes d’intervalle alors que le module de commande America orbitait autour de la Lune.

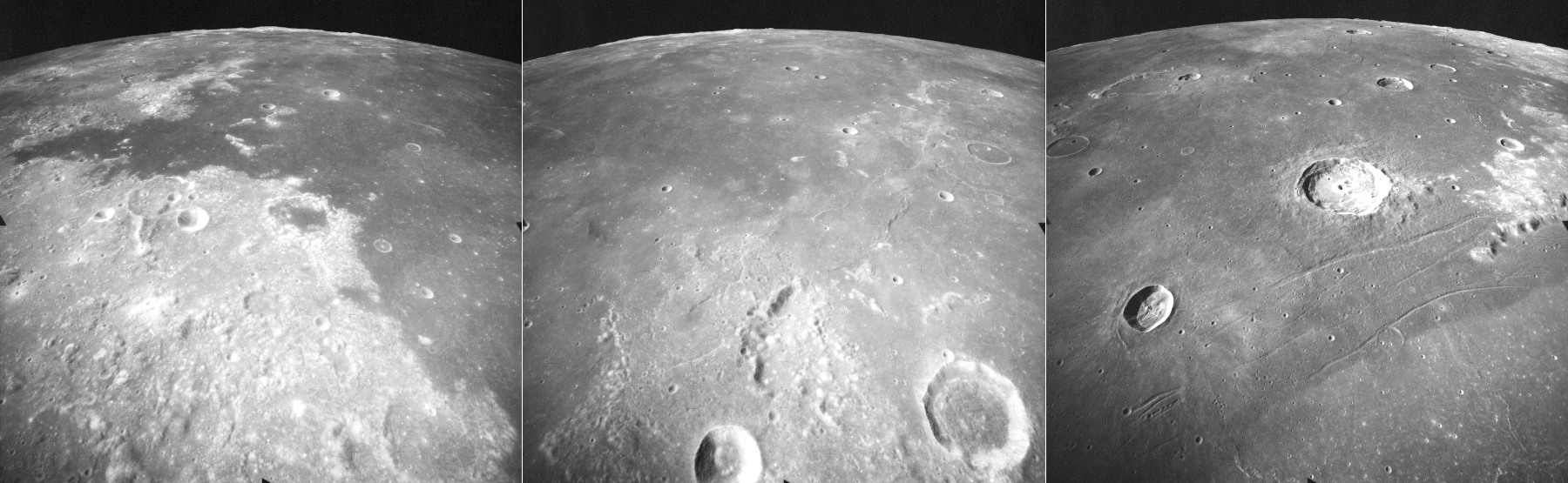
Mer de la Tranquillité. Apollo XVII. 1972.

La photographie de gauche montre le côté est de Mare Tranquillitatis, avec les cratères Franz (en bas à droite), Lyell (plancher sombre, à droite du centre), et Taruntius (en haut à gauche). La "baie" de la jument sombre (basalte) à gauche est Sinus Concordiae, avec des "îles" de matériaux anciens et légers. À droite se trouve le cratère Cauchy, qui se trouve entre les Rupes Cauchy et Cauchy rille.
La photo centrale montre la jument centrale avec le cratère Vitruve (en bas à droite) et Gardner (en bas au centre). À l’horizon se trouvent des hautes terres plus claires à la marge sud de la jument, près du site d’atterrissage d’Apollo 11. Le cratère Jansen est visible sur les bords à la fois du centre et des photos de droite.
La photo de droite montre la jument occidentale, avec les cratères Dawes (en bas à gauche) et le grand Plinius (43 km de diamètre), avec le Plinius Rilles au premier plan.
L’élévation du Soleil passe de 46 degrés à gauche à 30 degrés à droite.

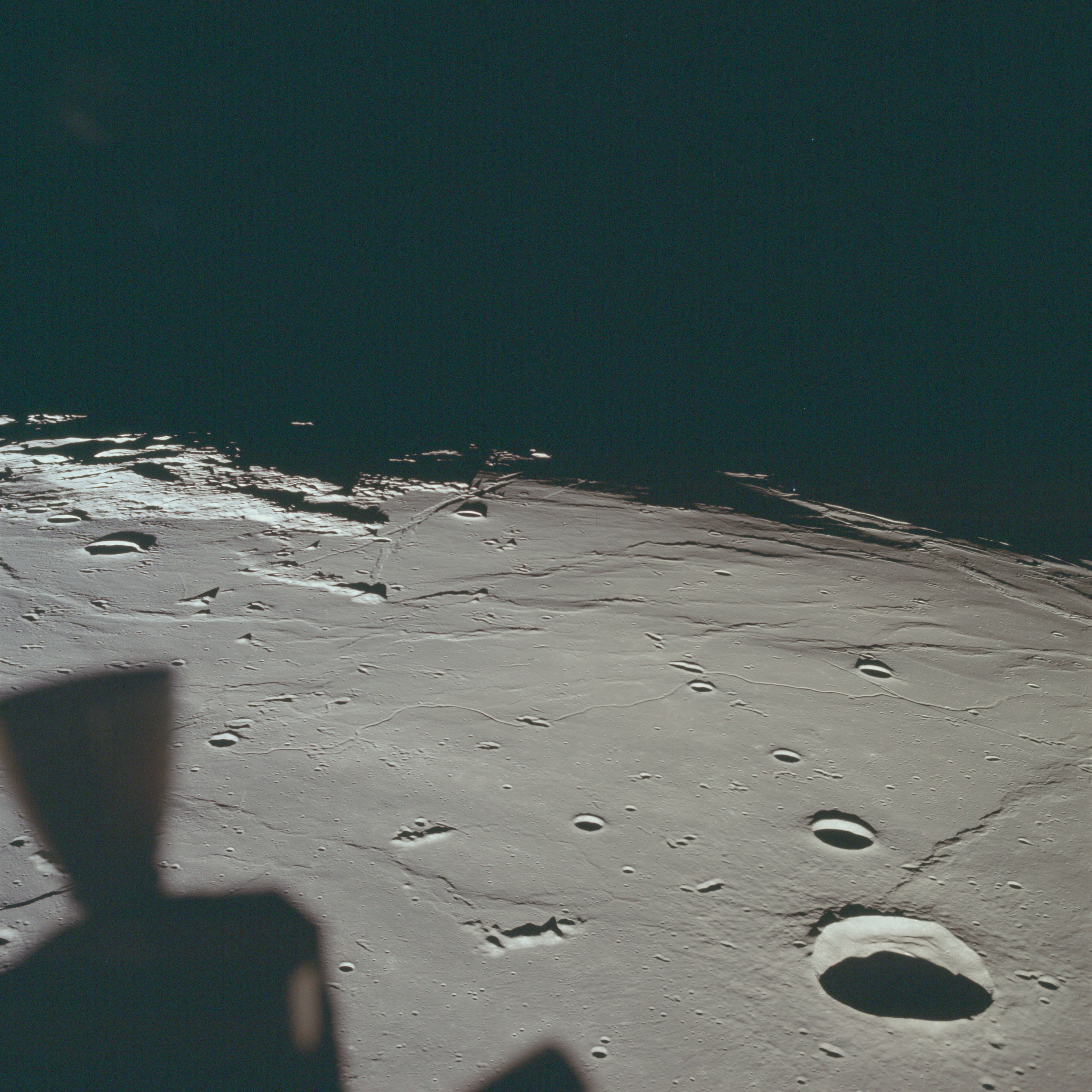
Vue du site d’atterrissage d’Apollo 11 au centre, face à l’ouest, avec le cratère de Maskelyne au premier plan droit.

## Les baies périphériques
La périphérie de la mer de la Tranquillité est bordée par les Sinus suivants : Sinus Amoris, Sinus Asperitatis, Sinus Concordiae, et Sinus Honoris.

## Dans les arts et la culture
La mer de la Tranquillité est mentionnée par l'écrivain français Jules Verne dans Autour de la Lune (1869), une suite à son roman De la Terre à la Lune. L'un des romans de l'autrice canadienne Emily St. John Mandel a pour titre La Mer de la tranquillité (en) (2022) en référence au lieu où se déroulent plusieurs chapitres.